# Zhou Weihui

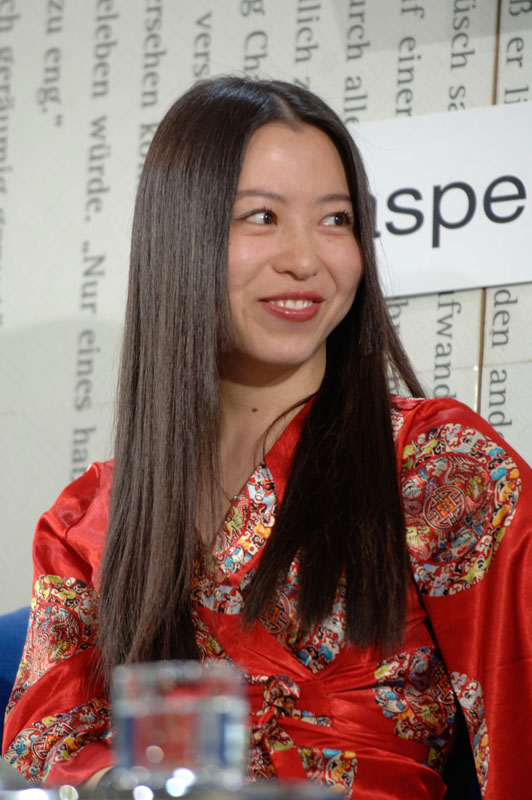
Zhou Weihui (2005)

Zhou Weihui (chinesisch 周衛慧 / 周卫慧, Pinyin Zhōu Wèihuì; * 1973 in Ningbo – nahe Shanghai – in der Provinz Zhejiang) ist eine chinesische Schriftstellerin.

## Leben
Ihr Vater war ein hochrangiger Militär, weshalb sie mit ihren Eltern in ihrer Kindheit häufig umzog.
Nach dem Abschluss ihres Studiums der chinesischen Sprache und Literatur an der Fudan-Universität im Jahr 1995 hat sie in verschiedenen Berufen, unter anderem als Journalistin und Fernsehredakteurin, gearbeitet. Sie veröffentlichte in China einige Erzählsammlungen und Romane.
Mit 25 Jahren veröffentlichte sie den Roman Shanghai Baby, der anfangs in China wegen der überdeutlichen Darstellung romantischer Szenen verboten war. Nach seiner Veröffentlichung fand der Roman viele begeisterte Leser, bevor ihn die KP wegen „sexueller Exzesse“ verbot, den Verlag vorübergehend schloss und noch existierende Exemplare des Buches einer öffentlichen Bücherverbrennung anheimstellte. Inzwischen wurde das Buch in 31 Sprachen übersetzt und erschien in 45 Ländern. Im Jahre 2007 wurde auf der Berlinale der Kinofilm mit der Hauptdarstellerin Bai Ling unter der Regie und Produktion von Berengar Pfahl vorgestellt.
Im Jahre 2005 wurde ihr zweiter Roman Marrying Buddha veröffentlicht und ins Englische übersetzt.

## Werke (Auswahl)
Übersetzte Werke
- Shanghai Baby. Aus dem chinesischen Original von Karin Hasselblatt. Ullstein, München 2001, ISBN 3-550-08343-2.
- Marrying Buddha. Aus dem Englischen nach dem chinesischen Original von Susanne Hornfeck. Ullstein, Berlin 2005, ISBN 3-550-08620-2 – als Hörbuch: Delta, ISBN 3-86538-256-8 – Neuauflage 2007 (Ullstein)